# Эрлих, Хенрих Моисеевич
Хенрих Моисеевич Эрлих (пол. Henryk Ehrlich; 1882, Люблин — 1942, Куйбышев) — видный деятель Бунда.

## Биография
В 1902 году учился на юридическом факультете Варшавского университета. В 1903 присоединился к Бунду. В 1904 году арестован, а затем исключён из университета за участие в революционной демонстрации. Вскоре был освобождён, уехал в Германию, начал изучать политэкономию в Берлинском университете. В 1905 г. вернулся в Варшаву, сотрудничал в партийных периодических изданиях. В 1906—1908 годах учился на юридическом факультете Петербургского университета, по окончании которого переехал в Варшаву. Принимал активное участие в работе Бунда. В 1909 году. вновь арестован, вскоре после освобождения уехал во Францию. Однако в 1910 году Эрлих возвратился в Варшаву и занялся партийной работой.
В 1914 году после начала первой мировой войны переехал в Петроград. Сотрудничал в левой прессе, входил в состав редколлегий бундовских изданий: газеты «Ди Цайт» и еженедельника «Еврейские вести».
Во время революции 1917 года был членом исполкома Петроградского совета рабочих и солдатских депутатов. На первом Всероссийском съезде советов рабочих и солдатских депутатов 3-24 июня 1917 г. был избран членом Всероссийского Центрального Исполнительного комитета (ВЦИК). В октябре 1917 г. стал членом Временного совета Российской республики (Предпарламента).

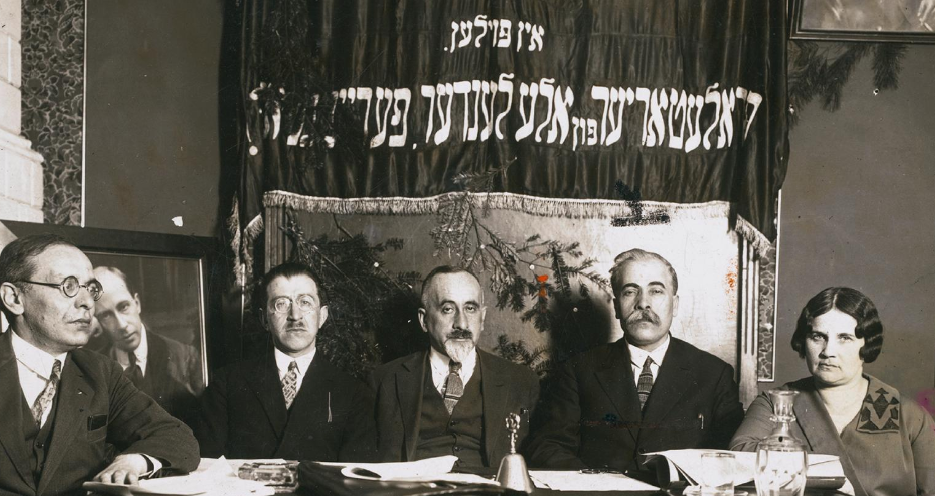
Лидеры Бунда на всепольском собрании, Варшава, 1928 год; (слева направо) Исраэль Лихтенштейн, Ицхак Рафес, Хенрих Эрлих, Икутиэль Портной и Белла Шапиро. Слева — портрет лидера бундовцев Владимира Медема, умершего в 1923 году. На знамени напись на идише: «Бунд в Польше. Пролетарии всех стран, соединяйтесь!» Фотография Х. Бойма.

В октябре 1918 года уехал в Варшаву. В 1920-30-х гг. был членом ЦК Бунда, одним из лидеров партии, редактором партийного органа — ежедневной газеты «Фольксцайтунг», возглавлял левое крыло партии.

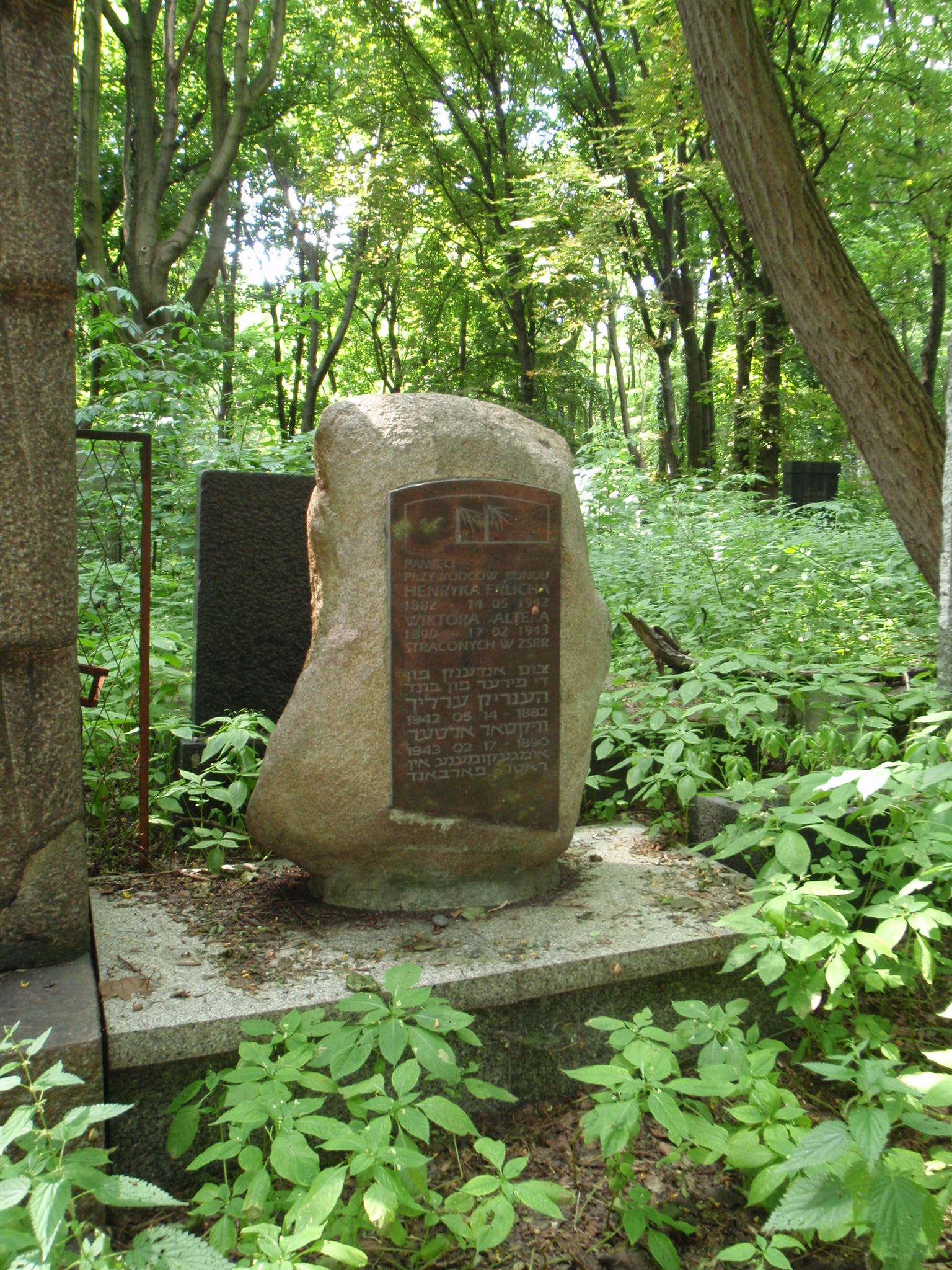
Символическая могила Хенриха Эрлиха и Виктора Альтера в Варшаве

С началом 2-й мировой войны в сентябре 1939 года Эрлих бежал в советскую зону оккупации на восток Польши. 4 октября в Бресте Эрлих был арестован сотрудниками НКВД. В июле — августе 1940 г. Эрлих вместе с Виктором Альтером был обвинён в связях с польской контрразведкой и подпольными организациями Бунда и критике политики советско-германского сотрудничества и приговорён к смертной казни. Однако 27 августа Эрлиху и Альтеру было объявлено о замене смертной казни десятилетним заключением. В ходе допросов Лаврентий Берия предложил им возглавить еврейскую антифашистскую организацию, и 12 сентября они были освобождены. В начале октября 1941 года Эрлих и Альтер направили Сталину письмо с изложением плана создания Еврейского антифашистского комитета в странах антигитлеровской коалиции под председательством Эрлиха.
4 декабря 1941 года Эрлих и Альтер были повторно арестованы в Куйбышеве. 23 декабря Военная коллегия Верховного суда СССР приговорила Эрлиха и Альтера к смертной казни, на этот раз за связь с германской разведкой. Находясь в тюрьме, Эрлих 14 мая 1942 года покончил жизнь самоубийством. Позже в феврале 1943 г. Альтер был расстрелян. В США этот расстрел сравнивали с казнью Сакко и Ванцетти.
Был женат на Софье Дубновой, дочери Семёна Дубнова.
Сыновья:
- Виктор Эрлих (1914—2007) — историк русской литературы.
- Александр Эрлих (1912—1985) — профессор экономики Колумбийского университета[6].